# 石井孫兵衛
石井 孫兵衛（いしい まごべえ）は、戦国時代の武将。肥前国の戦国大名龍造寺隆信・政家の重臣。諱は忠清。

## 来歴
龍造寺氏の重臣石井主計晴忠の長男として誕生。祖父は肥前国佐嘉郡飯盛城主石井駿河守忠義の三男石井三河守義昌。祖父・父と共に龍造寺隆信に仕え、後に隆信の嫡男政家の側近に登用され、「御側定詰番」を務めた。
龍造寺隆信の娘玉鶴姫は、筑後国柳川城主蒲池鎮漣に嫁いだが、その間に生まれた娘を正室に迎えた。孫兵衛と正室蒲池氏の間には、嫡子十郎左衛門忠次が生まれている。曾孫の八郎左衛門美文は、佐賀藩初代藩主鍋島勝茂の御側役として活躍し、佐賀藩の武士道論書『葉隠』にも登場し、逸話がみられる。

## 系譜
石井義昌（三河守）－①晴忠（三男、主計）－②忠清（孫兵衛）－③忠次（十郎左衛門）－④忠尭（形左衛門）－⑤美文（八郎左衛門）－⑥金同（八郎左衛門）＝⑦同宥（石井忠貞次男、孫兵衛）－⑧金鳩（給自）－⑨忠鳩（三碩）－⑩孫作